# Ivana Weberová
Ivana Weberová (* 1. října 1976, Jablonec nad Nisou) je česká právnička a politička, v letech 2010 až 2013 poslankyně za stranu ODS. Do Poslanecké sněmovny Parlamentu České republiky byla zvolena ve volbách 2010 v Libereckém kraji, když se díky preferenčním hlasům posunula z devátého místa kandidátky na druhé. Od roku 2004 působí jako advokátka a od roku 2018 je rozhodkyní u Rozhodčího soudu při Hospodářské a Agrární komoře.